# سلافيا براغ
نادي سلافيا براغ الرياضي (بالتشيكية:SK Slavia Praha) نادي كرة قدم تشيكي يلعب في دوري الدرجة الممتازة. وهو ثاني أنجح نادي في البلاد بعد استقلالها عام 1993. تم تأسيس النادي في سنة 1892.